# Otto Foltz
 Otto Foltz  (* 30. April 1889 in Kobylan, Ungarn; † 21. Mai 1942 in Linz) war ein österreichischer Wirtschaftskammerfunktionär und großdeutscher Politiker.

## Leben
Nach dem Besuch des Gymnasiums in Linz studierte Foltz, Sohn eines Gutsverwalters, Jura und Welthandel in Wien. Dort wurde er 1909 Mitglied des Oberösterreichischen akademischen Landsmannschaft Germania Wien (seit 1923 Akademischen Burschenschaft Oberösterreicher Germanen in Wien). Er nahm am Ersten Weltkrieg teil und erhielt mehrere Kriegsauszeichnungen. 
Danach arbeitete er als Sekretär und später als Hauptgeschäftsführer-Stellvertreter in der Industrie- und Handelskammer in Linz. Als Wirtschafts- und Verwaltungsfachmann war er an führender Stelle in verschiedenen Institutionen und Unternehmen tätig: Landes-Hypothekenanstalt, Brauerei Zipf, Gewerbeförderungsinstitut und Landes-Eisenbahnrat. Für die Großdeutsche Partei betätigte er sich von 1923 bis 1934 im Linzer Gemeinderat und von 1925 bis 1931 im oberösterreichischen Landtag, wo er zugleich Landesrat-Stellvertreter war. Als Vertreter der gemäßigten Richtung genoss er bei allen Parteien Ansehen. Nach dem Anschluss Österreichs an das nationalsozialistische Deutsche Reich behielt er seine Stellung als Hauptgeschäftsführer-Stellvertreter in der Wirtschaftskammer des Reichsgaus Oberdonau.